# Чарльз Лакайта
Чарльз Кармайкл Лакайта (англ. Charles Carmichael Lacaita, 1853—1933) — британський ботанік і ліберальний політик.

## Життєпис
Лакайта був єдиним сином сера Джеймса Філіпа Лакайти та його дружини Марії Клаверінг Гібсон-Кармайкл, доньки сера Томаса Гібсона-Кармайкла. Він здобув освіту в Оксфордському коледжі Балліол і він був запрошений у Лінкольнз інн 1879 року. У 1885 році він був помічником особистого секретаря Ерла Гранвіля.
На загальних виборах 1885 року Лакайта був обраний членом парламенту (ЧП) від Данді. Він був переобраний у 1886 році, та залишив своє місце 7 лютого 1888 року через прийняття посади управителя Чилтернських сотень. Газета «Glasgow Herald» повідомила, що його відставка була наслідком «його рішучого несхвалення процедури, прийнятої лібералами Гладстона в їхній політиці самоуправління», і, як повідомляється, розлютила прихильників лібералів у Данді.
Лакайта був видатним ботаніком. Він жив у Горслі біля Лезерхеда, а пізніше в Селхемі, Західний Суссекс. Лакайта помер у віці 80 років. Лакайта одружився з Мері Аннабель Дойл, донькою сера Френсіса Гастінгса Дойла.

## Вшанування
- Centaurea lacaitae
- Cerastium lacaitae
- Cirsium lacaitae
- Draba lacaitae
- Gagea lacaitae
- Sideritis lacaitae
- Thymus lacaitae